# Ángel Ramírez Rull
Ángel Ramírez Rull (f. 1972) fue un policía y militar español.

## Biografía
Durante el periodo de la Segunda República ingresó en el Cuerpo de Seguridad y Asalto. En julio de 1936 ostentaba el rango de capitán y era jefe de la 5.ª compañía de Asalto en Madrid. Tras el estallido de la Guerra civil se mantuvo fiel a la República, integrándose en el Ejército Popular de la República. Ascendió al rango de comandante de infantería. En marzo de 1937 fue nombrado comandante de la 110.ª Brigada Mixta, y en junio asumiría el mando de la 72.ª Brigada Mixta, con la que intervendría en varias acciones en el frente de Huesca. En septiembre sería nombrado comandante de la 213.ª Brigada Mixta, tomando parte en las batallas de Teruel y Segre.
Tras el final de la contienda pasó a Francia junto a su familia, país donde se exilió.